# Nick Srnicek
Nick Srnicek (13 de desembre de 1982) és un crític social i acadèmic canadenc. Actualment és professor d'Economia Digital al Departament d'Humanitats Digitals al King's College de Londres. Srnicek està associat amb la teoria política de l'acceleracionisme i de l'economia de la post-escassetat.

## Trajectòria
Srnicek va realitzar una doble especialització en Psicologia i Filosofia abans de fer un màster a l'University of Western Ontario el 2007. Va realitzar un doctorat a la London School of Economics, completant la seva tesi el 2013 titulada "Representing complexity: the material construction of world politics". Ha treballat com a professor visitant a la City University i la Universitat de Westminster.
En els seus treballs analitza les amenaces i oportunitats del panorama sociopolític a partir de l'aparició de l'economia digital, des d'una perspectiva de ruptura radical. En aquesta direcció, és coautor del Manifest acceleracionista (2013), juntament amb Alex Williams, que va tenir una gran repercussió mundial i va ser traduït a diverses llengües.
El 2016, va publicar el llibre Platform Capitalism, on denuncia la desregularització econòmica de la qual es beneficien les grans corporacions tecnològiques orientades al capitalisme de plataforma.